# Actinopyga caerulea
Actinopyga caerulea is een zeekomkommer uit de familie Holothuriidae.
De wetenschappelijke naam van de soort werd in 2006 gepubliceerd door Y. Samyn, D. VandenSpiegel & C. Massin.